# Búrszentmiklós
Búrszentmiklós (szlovákul Borský Mikuláš, németül Bur-Sankt-Niklas) község Szlovákiában, a Nagyszombati kerületben, a Szenicei járásban.

## Fekvése
Szenicétől 18 km-re délnyugatra fekszik. Búrszentpéter tartozik hozzá.

## Története
A község területén a régészeti leletek tanúsága szerint már a rómaiak idején, az 1. században éltek emberek.
A 14. században, 1394-ben Zenthmiklos néven a pozsonyi káptalan oklevelében említik először. A 16. században habánok érkeztek a településre, akik főként fazekassággal és késkészítéssel foglalkoztak. A falunak ezt a habánok lakta részét Habánynak nevezik. A települést nem kerülték el a török rajtaütések és szenvedett a Rákóczi-szabadságharc alatt is. 1831-ben súlyos kolerajárvány pusztított a községben, melynek 290 áldozata volt. Ezenkívül több tűzeset is hátráltatta a falu fejlődését.
Vályi András szerint "SZENT MIKLÓS. Búr Sz. Miklós. Tót falu pozsony Várm. földes Ura a’ F. Tsászár, lakosai katolikusok, fekszik homokos helyen; határja 2 nyomásra van osztva, ’s leginkább rozsot, és kendert terem, réttye elég van, szőleje nints; Rákos, és Szokod puszták hozzá tartoznak; Mieva vize nedvesíti határját, erdeje is van, piatza Sassinban."
Fényes Elek szerint "Bur-Szent-Miklós, (Svati Miklasz), t. f. Poson vmegyében, Sasvárhoz 1 órányira: 2198 kath., 15 zsidó lak. kath. paroch. templommal, synagogával. F. u. a cs. kir. család."
A trianoni békeszerződésig Pozsony vármegye Malackai járásához tartozott.

## Népessége
| Év:            | 1994. | 2004.   | 2014.   | 2024.   |
| -------------- | ----- | ------- | ------- | ------- |
| Emberek száma: | 3826  | 3879    | 3937    | 4002    |
| Eltérés:       |       | +1,38 % | +1,49 % | +1,65 % |

| Év:            | 2023. | 2024.   |
| -------------- | ----- | ------- |
| Emberek száma: | 4020  | 4002    |
| Eltérés:       |       | -0,44 % |

1910-ben 2911, túlnyomórészt szlovák lakosa volt.
2001-ben 3803 lakosából 3766 szlovák volt.
2011-ben 3933 lakosából 3824 szlovák.

## Neves személyek
- Itt született 1785-ben Ján Hollý szlovák költő.
- Itt szolgált Lachmann Tódor római katolikus plébános.
- Búrszentpéteren született 1767-ben Ján Sekáč szlovák barokk író, költő.

## Nevezetességei
- Szent Miklós tiszteletére szentelt római katolikus temploma 1753-ban épült.
- Mária Magdolna tiszteletére szentelt római katolikus kápolnáját 1668-ban Czobor Imre építtette.
- Nepomuki Szent János kápolna.
- Hétfájdalmú Szűzanya kápolna.
- Ján Hollý szülőháza.